# Budeč u Dačic
Budeč (tschechisch bis 1925: Buč; deutsch Butsch) ist eine Gemeinde in Tschechien mit 230 Einwohnern. Sie befindet sich elf Kilometer östlich von Dačice in der Böhmisch-Mährischen Höhe und gehört zum Okres Jindřichův Hradec.

## Geographie

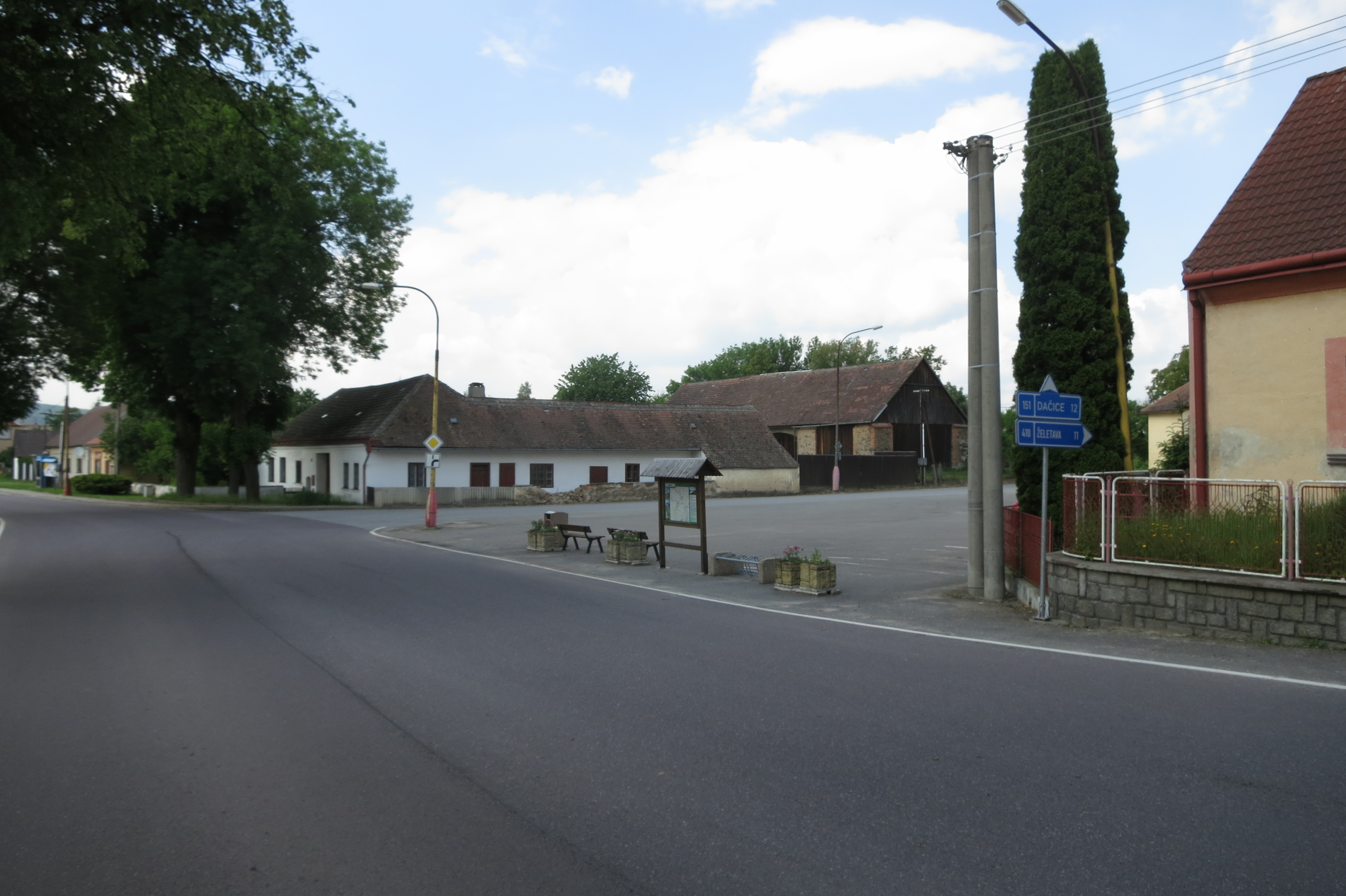
Dorfplatz

Das mährische Dorf Budeč liegt am rechten Ufer des von der Želetavka gespeisten Budečský rybník.
Nachbarorte sind Bohusoudov im Norden, Knínice im Nordosten, Radkovice u Budče im Osten, Borová, Lomy und Chotěbudice im Süden sowie Vesce und Horní Slatina im Westen.

## Geschichte
Erstmals urkundlich erwähnt wurde das Dorf im Jahre 1251 als Besitz der Brüder Wernhardt und Ulrich von Budeč. Bis 1520 hielten die Herren von Budeč den Ort, dann verkaufte Jindřich Bořita von Budeč Ort, Feste und die Wüstung Rabstein an Jindřich Koňařov von Vydří. In diesem Kauf wurde erstmals die Feste nachweisbar.
Nachdem Marie Anna Dubská von Třebomyslice 1662 den Besitz an das Kloster Louka verkauft hatte, wurde die Feste in der 2. Hälfte des 17. Jahrhunderts zum Barockschloss umgebaut. Nach der Säkularisation des Klosters wurde Budeč ab 1784 staatlich verwaltet und fünf Jahre später an Joseph Wallis, Freiherr von Carighmain verkauft, der die Güter seiner Herrschaft Mährisch Budwitz zuschlug.
1788 wurde die neue Siedlung Rabstein gegründet. 1793 hatte das Dorf 303 Einwohner. Im Jahre 1812 wurde Anton von Beck, einer der Söhne aus der Gastwirtschaft Beck geboren, dessen Sohn Max Wladimir von Beck österreichischer Ministerpräsident wurde. Im Jahre 1850 lebten in Buč 527 Menschen.
Bis 1925 besaßen die Freiherren Wallis von Carighmain das Schloss, dann ging es in den Besitz von Anna Gräfin Schaffgotsch über.
Der Name der Gemeinde wurde 1925 von Buč in Budeč geändert, 1951 erfolgte die Umbenennung des Ortsteiles Rabštýn in Borová. 1970 wurde Horní Slatina eingemeindet.

## Gemeindegliederung
Die Gemeinde Budeč  besteht aus den Ortsteilen Budeč (Butsch) und Borová (bis 1951: Rabštýn, deutsch Rabstein).

## Sehenswürdigkeiten
- Kirche Mariä Verkündigung, der gotische Bau ist seit 1346 nachweisbar
- Schloss Budeč
- Schlosskapelle, erbaut 1672
- Statue des Hl. Johannes von Nepomuk, an der Kirche, errichtet 1727
- Kapelle aus dem Jahre 1722, an der Straße südwestlich der Budečský Mlýn